# Vallvidrera (antic municipi)
| \| \| 1716 — 1892 \| → \|               |                                  |   |
| Escut d'armes                           |                                  |   |
| Període històric                        | Edat Contemporània, Edat Moderna |   |
| • Establiment                           | 1716                             |   |
| • Acord de l'Annexió del terme a Sarrià | 1890 de {{{any_esdeveniment1}}}  |   |
| • Annexió a Sarrià                      | 1892                             |   |
|                                         | 1716 — 1892                      | → |

El Terme de Vallvidrera o Santa Maria de Vallvidrera va ser un terme independent a la serra de Collserola, limitava amb Sant Cugat, Santa Creu d'Olorda, Sant Esteve de Sarrià i Sant Gervasi de Cassoles. Va ser annexionat a Sarrià en 1892, conformava els actuals barris de Vallvidrera i les Planes.

## Història
Tot comença amb la primera documentació de Santa Maria de Vallvidrera l'any 987 i era dependent de Valldoreix, per això era coneguda com a Sant Cebrià d'Aiguallonga.
Al s. XII es comença a disputar jurídicament amb Santa creu d'Olorda pels masos dispersos de la zona, les disputes continuaran fins ben entrant el segle XIV. Fou venut el terme el 1355 pel rei a Pere Desllor per 3000 sous. El 1377 era dels Relat, i el 1382 
dels Requesens, i retornà a la corona el 1385; alienat de nou, el 1420 era altre cop dels Relat, i el 1430 dels Requesens, però retornà a la corona el 1431. A finals del s. XV es reintegra a Barcelona. Sempre va ser un nucli rural i poc poblat. Es va independitzar poc després del Decret de Nova Planta amb una centena d'habitants, l'ajuntament era la taula del primer pis del mas de Santa Maria de Vallvidrera on es reunien els regidors i l'alcalde i l'armari on es guardaven els documents més importants. Uns anys abans de 1890 es van traslladar el consistori al carrer de l'Alcalde Miralles. El 1890 es va fer efectiva la integració Sarrià per problemes econòmics i el 1892 es va integrar al Terme de Sarrià.

## Població
Sempre va ser un terme bastant petit i dispersa. El 1716 tenia poc més de 100 habitants, Però a finals del s. XIX només tenia 38 cases.
| Població i Cases | 1842 | 1857 | 1860 | 1877 | 1887 |
| ---------------- | ---- | ---- | ---- | ---- | ---- |
| Població de Dret | ..   | 262  | 277  | 197  | 220  |
| Població de Fet  | 208  | ..   | ..   | 193  | 228  |
| Cases            | 44   | 44   | 46   | 51   | 53   |